# Montjuïc kötélvasút
A Montjuïc kötélvasút egy drótkötélpályás felvonó Spanyolországban, Barcelonában. A pálya hossza 752 méter, a két végállomáson kívül még egy közbenső állomás is található rajta.  Összesen 55 zárt kabin közlekedik rajta.1970. június 22-én nyílt meg. A Transports Metropolitans de Barcelona üzemelteti.
Az alsó, Montjuïc Park nevűmegállónál átszállhatunk a Montjuïci siklóra.

## Állomások
- Montjuïc Park
- Mirador (csak felfelé menet)
- Montjuïc Castle

## Képek

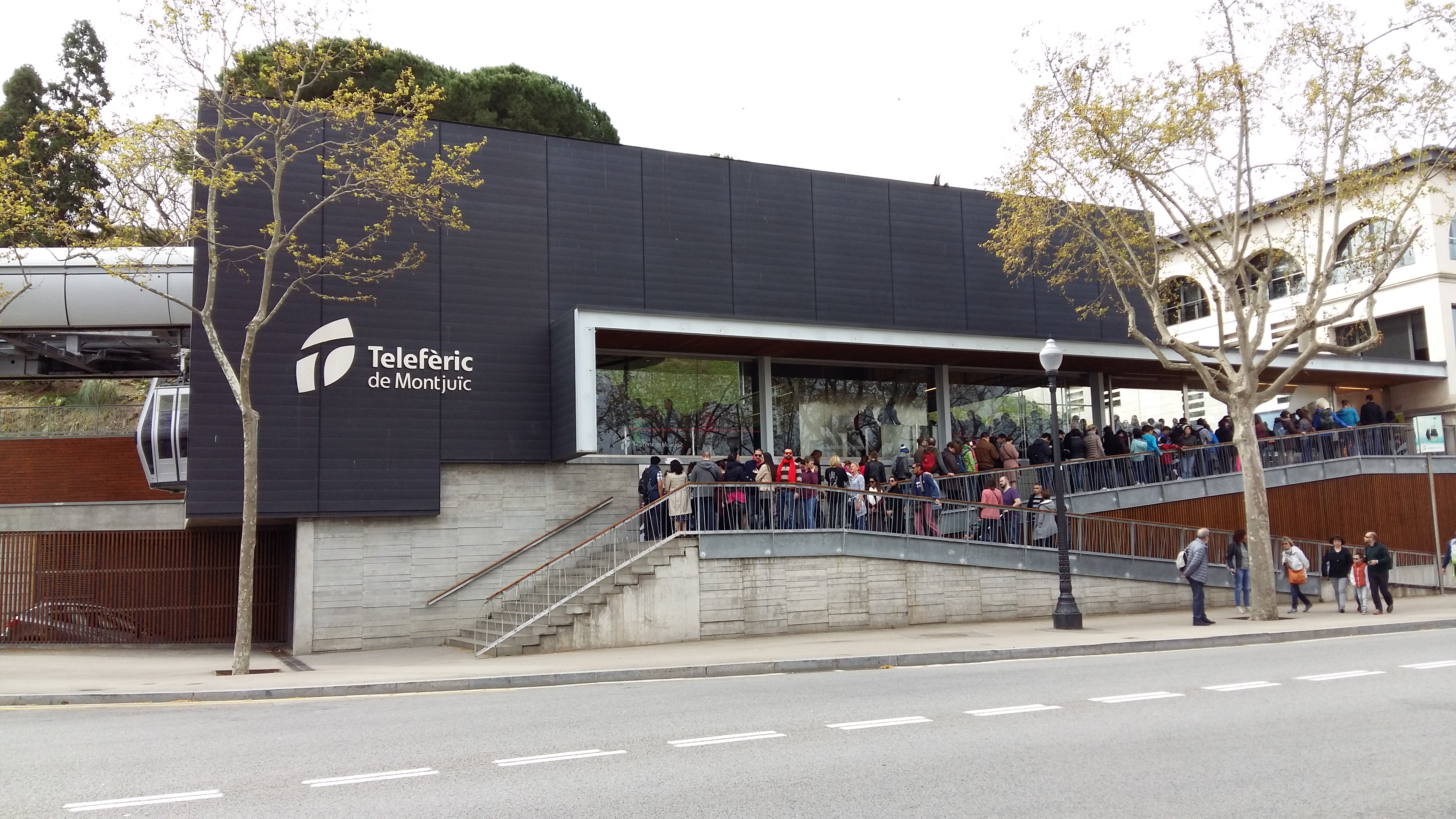
Az alsó állomás
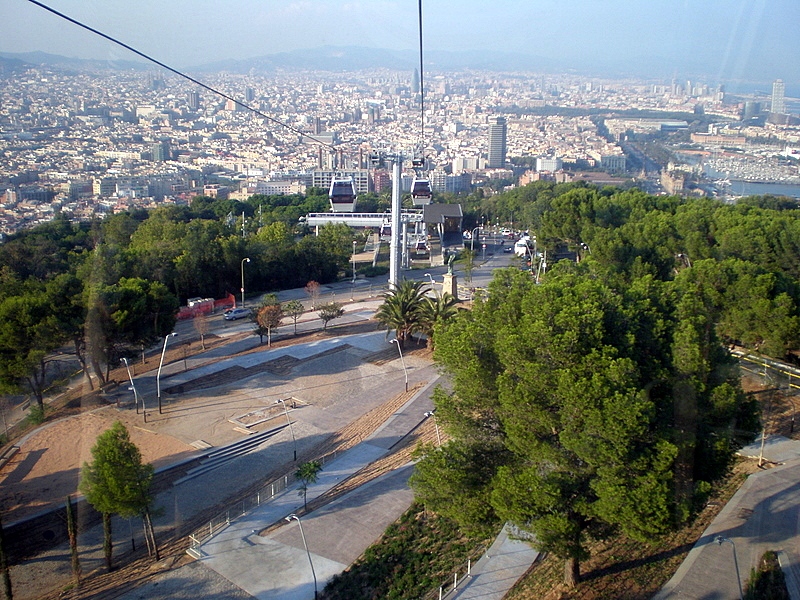
A pálya
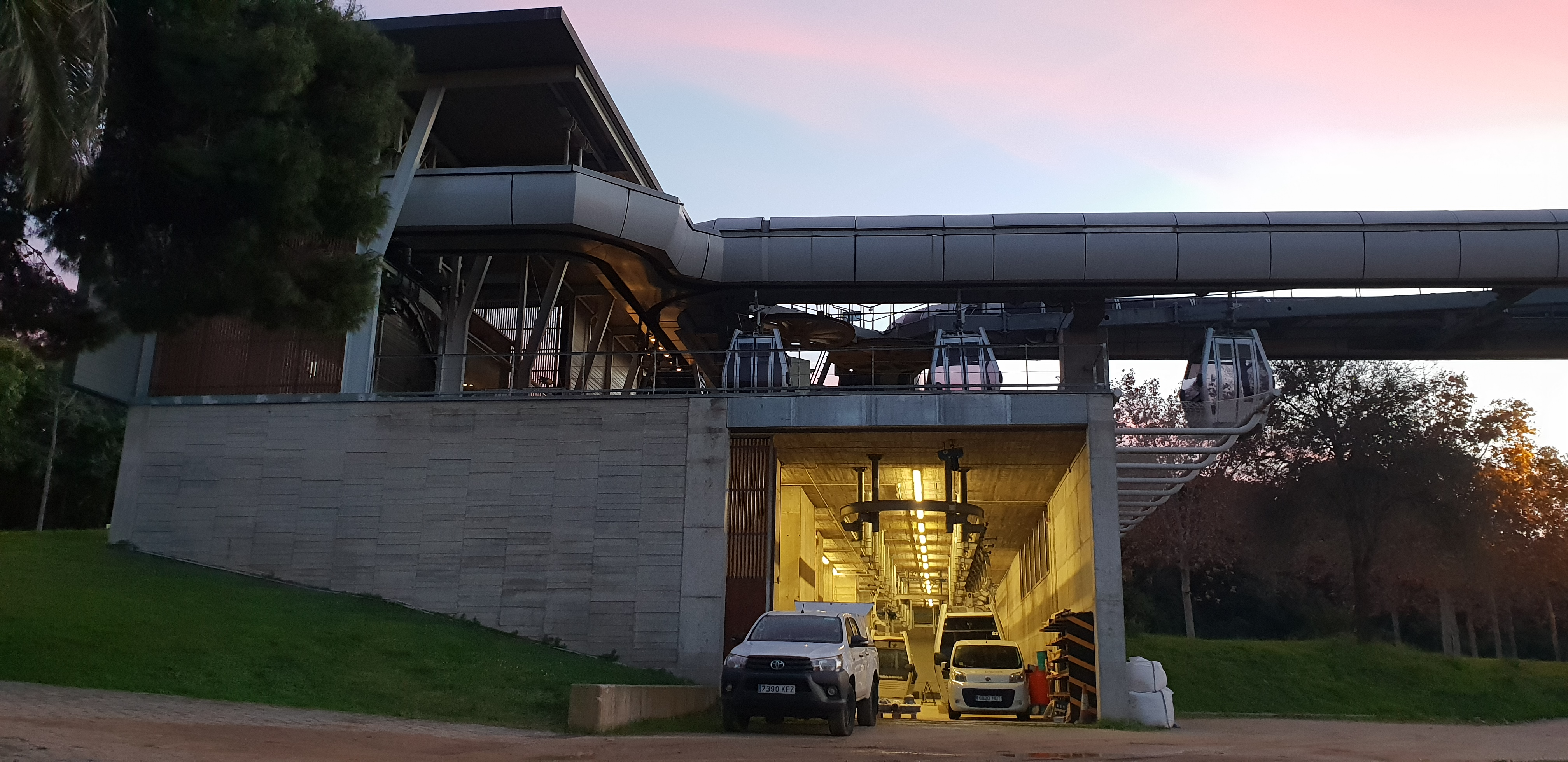
A közbenső állomás
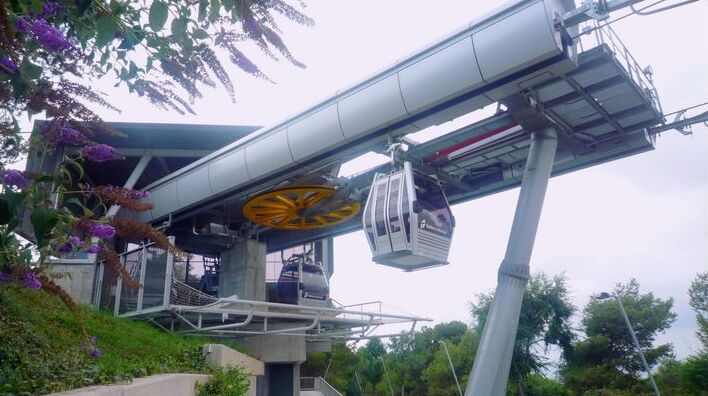
A felső állomás